# Present (flumpool單曲)
「Present」是flumpool的第8張單曲。2011年12月7日由A-Sketch發售。

## 收錄曲

### CD
1. Present
作詞：山村隆太、作曲：阪井一生、編曲：玉井健二、百田留衣
  - 朝日電視台『お願い!ランキング』12月度結尾曲
2. 『ありがとう』くらいじゃ伝えられない気持ちを
作詞：山村隆太、作曲：阪井一生、編曲：玉井健二、百田留衣
3. Happy Xmas (War Is Over)
作詞・作曲：John Lennon / Yoko Ono、編曲：玉井健二、百田瑠衣
4. Present（Instrumental）
5. 『ありがとう』くらいじゃ伝えられない気持ちを（Instrumental）

## 電視出演
- Music Lovers（日本電視台、2011年12月4日）
- Coming Soon!!（TBS、2011年12月5日）
- MUSIC STATION（朝日電視台、2011年12月9日）
- CDTV（TBS、2011年12月10日）

## 外部連結
- flumpool New Single「Present」Release!